# ZUK
ZUK（全稱：ZUK.com；商业名称：自由客）是聯想集團的開發移動設備部門，負責手機業務。ZUK品牌始创于2015年，2017年，该品牌正式停止运作。

## 历史
2014年12月11日，神奇工场公司成立，对外标注为“一家全新互联网模式的智能终端和服务业务公司”，法定代表人为陈旭东，注资1000万元。次年6月，常程出任神奇工场CEO。2015年8月，神奇工厂推出首款智能手机ZUK Z1，此后ZUK与黄渤、金秀贤等明星签约推广，并在2016年4月推出了Z2 Pro，继续积累粉丝。
2016年4月，聯想集團宣佈「Moto」及「ZUK」回歸旗下品牌，並宣佈合併旗下手機於中國的網上銷售等渠道。
聲明如下：
親愛的用戶朋友，為了給您帶來更為便捷的一站式購物體驗，自6月27日起，Moto產品線上購買將正式遷移至聯想手機商城，並開設Moto產品專屬區。屆時，您可直接登錄商城網址ZUK.com購買標準版Moto智能手機及智能手錶，首批登陸商城的產品包括Moto X 極、Moto 360和Moto 360 Sport。Moto官網將繼續為您帶來Moto的最新產品信息，而購買鏈接將直接跳轉至聯想手機商城。與此同時，Moto Maker在線設計平台也將全面升級為Moto Mods™模塊創新平台，在聯想手機商城為您帶來全新的模塊化個性定制體驗。Moto Mods™模塊創新平台旨在通過領先的摩磁技術打造創新、開放、完整的模塊化定制新生態，將手機的個性化定制體驗從外觀選擇全面升級為功能選擇，讓手機可以任性變身。感謝您一直以來對Moto的關注與支持，全新升級的Moto Mods™模塊定制新體驗盡在聯想手機商城（ZUK.com）Moto專區，更多精彩，敬請期待！
2017年4月27日，相关人士透露称，ZUK将正式结束运营，不会继续推出新品，相关团队则被合并到Moto。届时联想将只专注Moto品牌智能手机的运作，实现品牌整合。7月下旬，ZUK网站正式关闭，所有登陆ZUK网站的用户将跳转至Moto中国官方网站，此前ZUK的官方论坛也已经关闭，直接跳转到联想社区。而ZUK手机采用的ZUI系统得到了保留，未来也将成为Moto手机中国版本的系统。

## 已发布机型
- Z1
- Z2
- Z2 PRO
- ZUK Edge